# Diego Nelson Campos
Diego Nelson Campos Huamán  (Lima, Provincia de Lima, Perú, 28 de mayo de 1996) es un futbolista peruano. Juega como guardameta y su equipo actual es el UTC de Cajamarca de la Primera División del Perú. 

## Trayectoria
Hizo menores en el Alianza Lima donde jugó por la reserva del club en 2014.

### F. B. C. Melgar
Al año siguiente Se integró al club F. B. C. Melgar.
En 2016 debutó en el F. B. C. Melgar donde alternó en algunos partidos.
En 2017 tuvo más regularidad, jugando 21 partidos y recibiendo 26 goles.
En el año 2018 jugó 9 partidos, recibiendo un total de 10 goles.

### Real Garcilaso
En 2019 se va a préstamo al Real Garcilaso, para jugar la Copa Libertadores 2019 y la Liga 1. No tuvo mucha regularidad pues no debutó.
En el 2023 fue campeón de la Liga 2 con el Comerciantes Unidos al quedar primera en la tabla acumulada, por lo cual conseguiría el ascenso a la Liga 1.

## Estadísticas

### Clubes
| Club                         | Div.          | Temporada     | Liga         | Liga         | Liga         | Copas nacionales | Copas nacionales | Copas nacionales | Copas internacionales | Copas internacionales | Copas internacionales | Total | Total | Total |
| Club                         | Div.          | Temporada     | Part.        | Goles        | V. I.        | Part.            | Goles            | V. I.            | Part.                 | Goles                 | V. I.                 | Part. | Goles | V. I. |
| ---------------------------- | ------------- | ------------- | ------------ | ------------ | ------------ | ---------------- | ---------------- | ---------------- | --------------------- | --------------------- | --------------------- | ----- | ----- | ----- |
| F. B. C. Melgar · Perú       | 1.ª           | 2016          | 11           | 7            | 7            | Inexistentes     | Inexistentes     | Inexistentes     | Inexistentes          | Inexistentes          | Inexistentes          | 11    | 7     | 7     |
| F. B. C. Melgar · Perú       | 1.ª           | 2017          | 21           | 26           | 5            | Inexistentes     | Inexistentes     | Inexistentes     | Inexistentes          | Inexistentes          | Inexistentes          | 21    | 26    | 5     |
| F. B. C. Melgar · Perú       | 1.ª           | 2018          | 9            | 9            | 4            | Inexistentes     | Inexistentes     | Inexistentes     | Inexistentes          | Inexistentes          | Inexistentes          | 9     | 9     | 4     |
| F. B. C. Melgar · Perú       | Total club    | Total club    | 41           | 42           | 16           | -                | -                | -                | -                     | -                     | -                     | 41    | 42    | 16    |
| Real Garcilaso · Perú        | 1.ª           | 2019          | Inexistentes | Inexistentes | Inexistentes | 1                | 0                | 1                | Inexistentes          | Inexistentes          | Inexistentes          | 1     | 0     | 1     |
| Real Garcilaso · Perú        | Total club    | Total club    | 0            | 0            | 0            | 1                | 0                | 1                | -                     | -                     | -                     | 1     | 0     | 1     |
| Sport Chavelines · Perú      | 2.ª           | 2020          | 10           | 12           | 3            | Inexistentes     | Inexistentes     | Inexistentes     | Inexistentes          | Inexistentes          | Inexistentes          | 10    | 12    | 3     |
| Sport Chavelines · Perú      | Total club    | Total club    | 10           | 12           | 3            | -                | -                | -                | -                     | -                     | -                     | 10    | 12    | 3     |
| Deportivo Llacuabamba · Perú | 2.ª           | 2021          | 8            | 18           | 1            | 2                | 5                | 0                | Inexistentes          | Inexistentes          | Inexistentes          | 10    | 23    | 1     |
| Deportivo Llacuabamba · Perú | Total club    | Total club    | 8            | 18           | 1            | 2                | 5                | 0                | -                     | -                     | -                     | 10    | 23    | 1     |
| Juan Aurich · Perú           | 2.ª           | 2022          | 9            | 18           | 0            | 0                | 0                | 0                | Inexistentes          | Inexistentes          | Inexistentes          | 9     | 18    | 0     |
| Juan Aurich · Perú           | Total club    | Total club    | 9            | 18           | 0            | 0                | 0                | 0                | -                     | -                     | -                     | 9     | 18    | 0     |
| Comerciantes Unidos · Perú   | 2.ª           | 2023          | 22           | 17           | 11           | 0                | 0                | 0                | Inexistentes          | Inexistentes          | Inexistentes          | 22    | 17    | 11    |
| Comerciantes Unidos · Perú   | 1.ª           | 2024          | 25           | 46           | 4            | 0                | 0                | 0                | 0                     | 0                     | 0                     | 25    | 46    | 4     |
| Comerciantes Unidos · Perú   | Total club    | Total club    | 47           | 63           | 15           | 0                | 0                | 0                | -                     | -                     | -                     | 47    | 63    | 15    |
| UTC de Cajamarca · Perú      | 1.ª           | 2025          | 6            | 11           | 1            | 0                | 0                | 0                | 0                     | 0                     | 0                     | 6     | 11    | 1     |
| UTC de Cajamarca · Perú      | Total club    | Total club    | 6            | 11           | 1            | 0                | 0                | 0                | -                     | -                     | -                     | 6     | 11    | 1     |
| Total carrera                | Total carrera | Total carrera | 121          | 164          | 36           | 3                | 5                | 1                | 0                     | 0                     | 0                     | 124   | 169   | 37    |

### Penales atajados
| 1 | 18 de diciembre de 2020  | Santos F. C. - Sport Chavelines       | 1 - 3 | Marcelo Argüello | Estadio Alberto Gallardo, Lima           | Liga 2 2020 |
| 2 | 20 de mayo de 2021       | Carlos Stein - Deportivo Llacuabamba  | 3 - 2 | Mario Ramírez    | Estadio Iván Elías Moreno, Lima          | Liga 2 2021 |
| 3 | 11 de junio de 2023      | Comerciantes Unidos - Comerciantes FC | 2 - 0 | Rivaldo Correa   | Estadio Juan Maldonado Gamarra ,Cutervo  | Liga 2 2023 |
| 4 | 14 de septiembre de 2024 | Cusco FC - Comerciantes Unidos        | 2 - 1 | Iván Colman      | Estadio Inca Garcilaso de la Vega, Cusco | Liga 1 2024 |

## Palmarés

### Campeonatos nacionales
| Título                 | Club                | País | Año  |
| ---------------------- | ------------------- | ---- | ---- |
| Torneo Clausura        | F. B. C. Melgar     | Perú | 2015 |
| Torneo Descentralizado | F. B. C. Melgar     | Perú | 2015 |
| Torneo de Verano       | F. B. C. Melgar     | Perú | 2017 |
| Torneo Clausura        | F. B. C. Melgar     | Perú | 2018 |
| Liga 2                 | Comerciantes Unidos | Perú | 2023 |

### Distinciones individuales
| Distinción                                    | Año  |
| --------------------------------------------- | ---- |
| Nominado a mejor arquero del año de la Liga 2 | 2020 |